# Онтогения минералов
Онтогения минералов (онтогенезис) — раздел минералогии, посвящённый изучению генезиса минеральных индивидов и агрегатов, — их общему или индивидуальному развитию, включая возникновение (зарождение), рост и агрегацию на разных уровнях (формирование агрегатов), взаимодействия при совместном росте и изменение вплоть до разрушения или полного исчезновения (растворения). Термин первоначально заимствован из биологии (история индивидуального развития) и впервые введён профессором Д. П. Григорьевым в монографии «Онтогения минералов» (1961). Большой вклад в становление и развитие онтогении минералов внесли такие видные учёные, как А. В. Шубников, Ю. М. Дымков, А. Г. Жабин, Н. П. Юшкин, В. А. Попов, В. А. Мальцев. На Западе в этом направлении работают доктор Charles A. Self (Англия) и профессор Carol A. Hill (США).

## Основные понятия
Минеральный вид — совокупность минералов данного химического состава с данной кристаллической структурой.
Минеральные индивиды — составные части минеральных агрегатов. Это могут быть отдельные кристаллы, зёрна и сферолиты минералов, отделённые друг от друга физическими поверхностями раздела и представляющие собой форму нахождения минеральных видов в природе.
Минеральный индивид — ключевое понятие минералогии, обозначающее зёрна и кристаллы, в виде которых в природе находятся минеральные виды; индивиды могут быть зёрнами — «монокристаллами» или сферолитовыми «почками», из которых строятся простые минеральные агрегаты (Ю. М. Дымков, 1966)
Минеральные агрегаты — это срастания минеральных индивидов одного и того же или разных минералов.
Минеральный агрегат — ключевое понятие минералогии. На уровне организации вещества, следующем за понятием «индивид», агрегат — это скопление индивидов, не обладающее в идеале чёткими признаками симметричных фигур (это принципиальное отличие от индивидов — по Ю. М. Дымкову, 1966).
Минеральными телами называются любые скопления минеральных агрегатов независимо от их генезиса, обладающие природными границами. Размеры их могут быть любыми — от микроскопических до очень крупных, вплоть до масштаба геологических объектов.
Структура — характеристика типа связи исходных элементов на разных
уровнях организации материи: структура кристаллическая, структура агрегата, тектоническая и т. п.
Структура минерального агрегата — характеристика объёмного строения, обусловленная формой, размерами и способом срастания минеральных индивидов.
Текстура — термин широкого смыслового диапазона, применяемый в разных научных дисциплинах. В минералогии употребляется на разных уровнях организации вещества: текстура кристаллического строения (например, жидких кристаллов); текстура кристалла — пирамиды нарастания граней, зоны разного строения, блоки; текстура агрегата; текстура геологического тела (например, распределение разнородных в генетическом отношении типов руд). В петрологии содержание термина несколько иное, хотя и близкое по сути содержания. В общей и структурной геологии имеет существенно иной смысл, применяясь в описаниях явлений принципиально иного масштаба.
Текстура минерального агрегата — характеристика его объёмного строения, обусловленная формой, размерами и способом соединения различающихся по составу или по какому-либо структурному признаку более простых агрегатов.
Парагенезис — термин свободного пользования, обозначающий совместное нахождение каких-либо объектов или форм, возникшее в результате одновременного или последовательного их образования: парагенезис минералов, парагенезис структурных и текстурных форм, динамометаморфический текстурный парагенезис и т. п.
(по А. Г. Жабину, 1979).